# 10638 McGlothlin
10638 McGlothlin este un asteroid din centura principală de asteroizi.

## Descriere
10638 McGlothlin este un asteroid din centura principală de asteroizi. A fost descoperit pe 16 septembrie 1998 la Stația Anderson Mesa în cadrul programului LONEOS. Asteroidul prezintă o orbită caracterizată de o semiaxă mare de 3,15 ua, o excentricitate de 0,15 și o înclinație de 6,3° în raport cu ecliptica.